# Gli affari sono affari
Gli affari sono affari è stato un gioco a quiz televisivo, andato in onda tra il 1983 e il 1985 su Telemontecarlo, alle ore 19:30, da lunedì al sabato, condotto da Roberto Arnaldi e Jocelyn.

## Contenuti
Ideato da Jacques Antoine, fu il secondo gioco a quiz preserale dell'emittente monegasca, dopo Il buggzzum. La prima puntata andò in onda lunedì 3 gennaio 1983.
Il conduttore, posizionato di fronte alle casse in prossimità dell'uscita di un supermercato, proponeva ai clienti una sorta di baratto: offriva il contenuto misterioso di una busta al posto della loro spesa oppure prendere dei premi che venivano scelti nello stesso supermercato. L'offerta base aveva il valore di mille lire e aumentava a seconda dell'accettazione o rifiuto della proposta.
Considerata oggi una trasmissione di culto, sia perché fu l'unico game show a non essere stato interamente registrato in uno studio televisivo ma in luoghi esterni, sia perché l'idea base (che si rifaceva ad un famoso spot pubblicitario) venne riproposta successivamente, con modifiche sostanziali, in Affari tuoi, con i pacchi al posto della busta.